# Schloss Essling

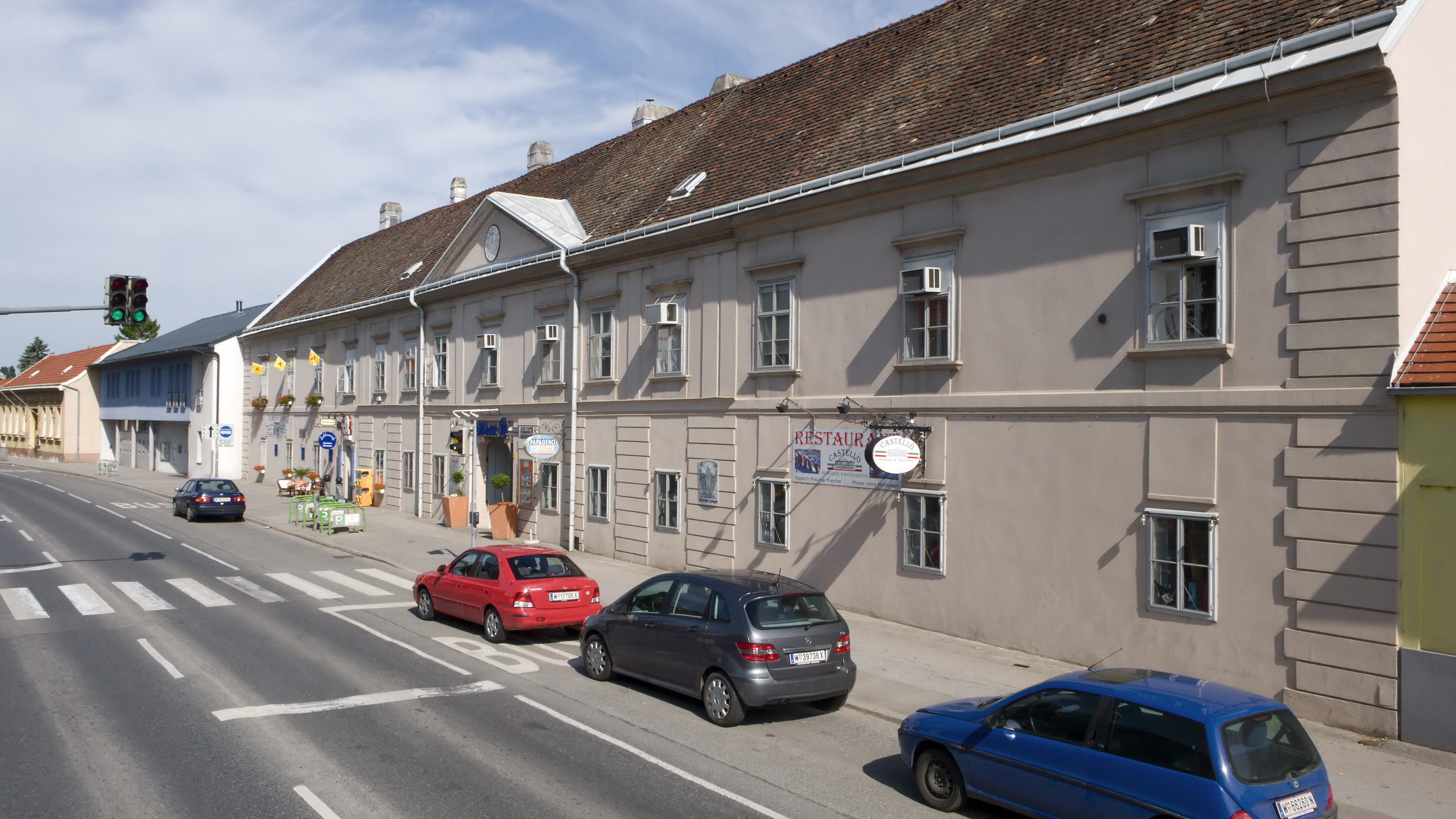
Schloss Essling

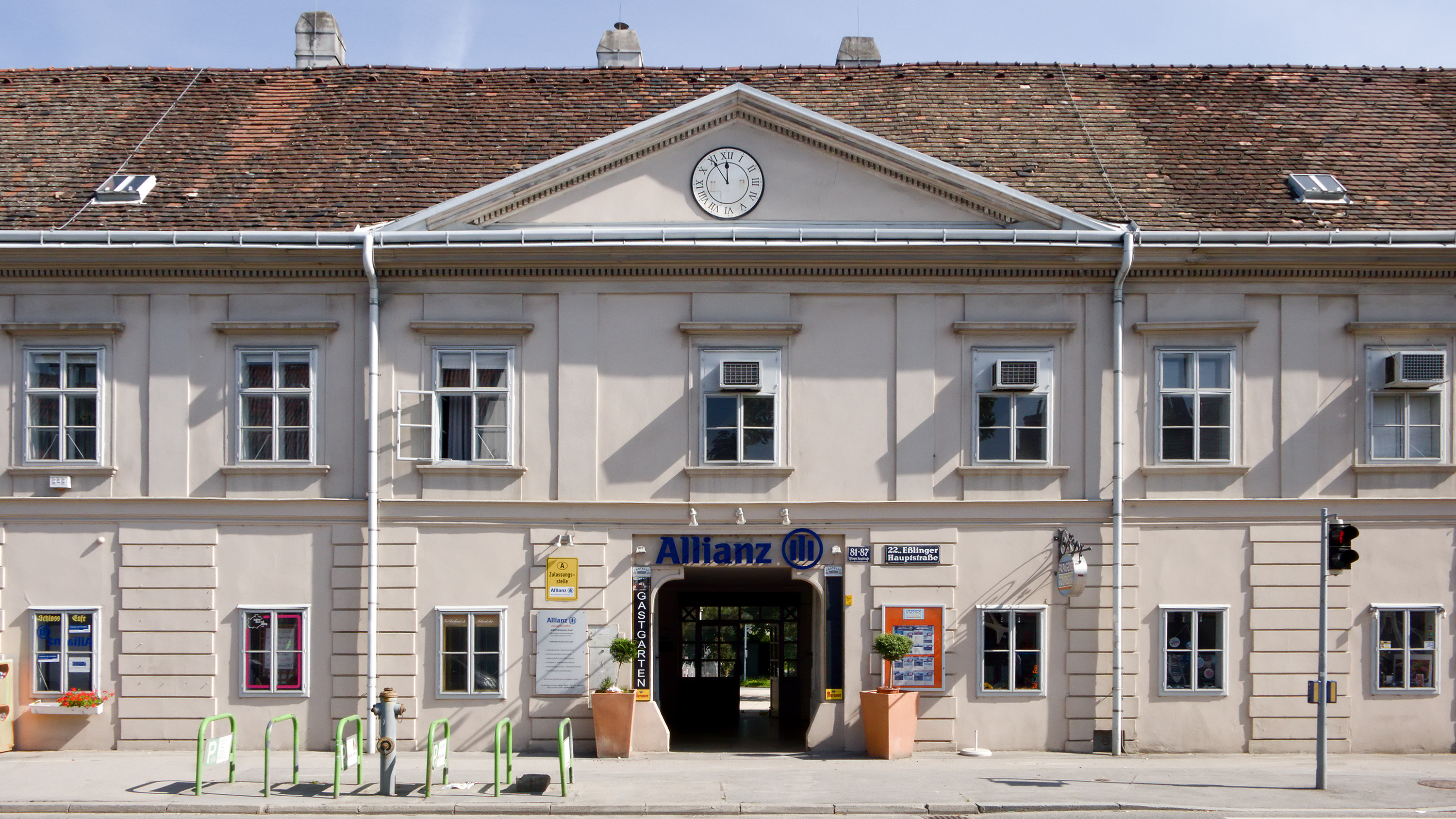
Portal

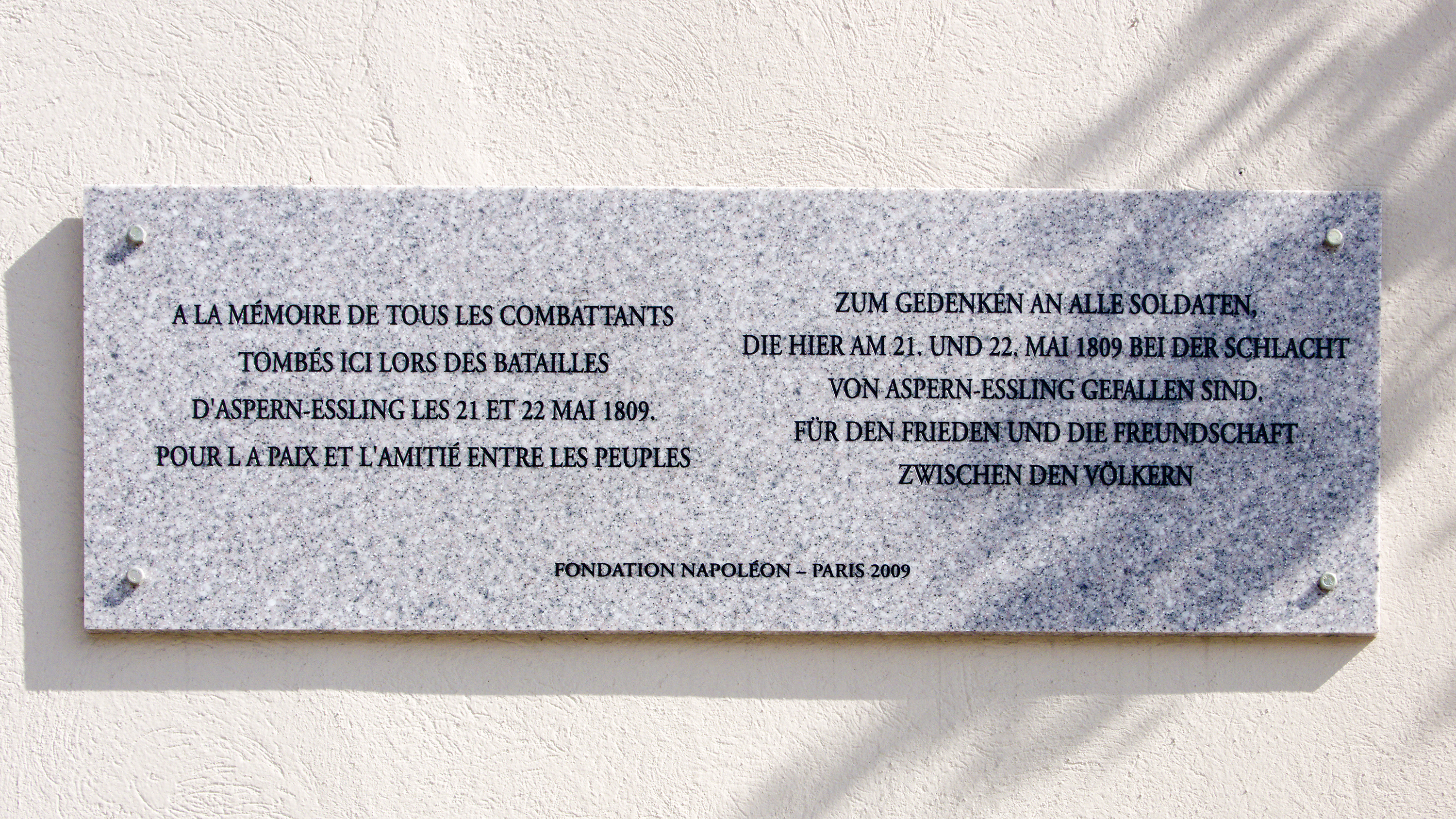
Gedenktafel am Schloss

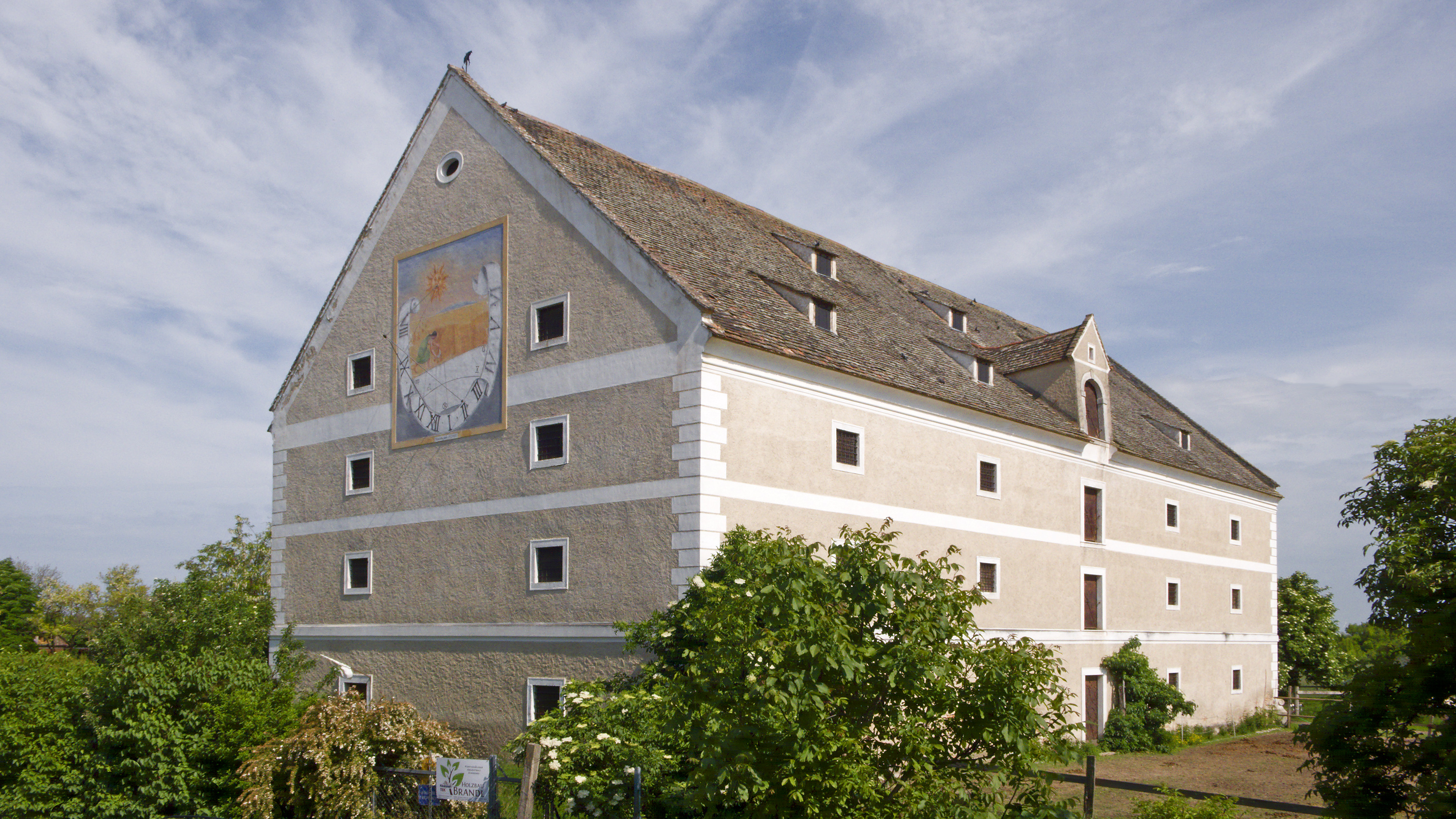
Schüttkasten

Das Schloss Essling steht im Stadtteil Essling im 22. Wiener Gemeindebezirk Donaustadt in der Esslinger Hauptstraße 81–87.

## Geschichte
Nach einer Urkunde aus dem Jahre 1287 war das Gebiet ein Lehen der Herren von Eslarn. Der Besitz ging im Jahre 1579 an den Freiherr von Teufel. In einem Stich von Georg Matthäus Vischer aus dem Jahre 1672 wird das Schloss als Neubau dargestellt. Der Besitz ging im Jahre 1722 an die Familie Kinsky, worauf ein Umbau und eine Erweiterung erfolgte. Dann gehört mit 1760 das Schloss Franz Stephan von Lothringen und ging im Jahre 1797 an den habsburgischen Familienfonds. Bei den Kämpfen der Schlacht bei Aspern im Jahre 1809 wurde das Schloss stark beschädigt und danach wiederhergestellt. In den Jahren 1988 bis 1991 wurde das Schloss adaptiert und restauriert.

## Schloss
Das Gebäude ist ein schlichter traufständiger Bau in einem Zeilenverband. Der langgestreckte zweigeschoßige Bau hat eine einfache Gliederung mit Gesimsen und Platten, die Mittelachsen sind mit Giebel betont. Im Erdgeschoß sind barocke Stichkappentonnengewölbe.

## Schüttkasten
Der Schüttkasten Essling steht nordwestlich des Schlosses am ehemaligen Hintausweg und wurde im Jahre 1991 restauriert. Er wurde in der Schlacht bei Aspern von französischen Truppen besetzt und war heftig umkämpft. Er ist ein mächtiger freistehender dreigeschoßiger Bau unter einem Satteldach aus dem 2. Viertel des 18. Jahrhunderts. An der Giebelwand ist eine Wandmalerei Schnitterin. Im Inneren ist die hölzerne Pfeilerkonstruktion mit den Schüttböden erhalten.
Der Schüttkasten wird vom Sondermuseum Aspern Essling 1809 als Außenstelle geführt, um die Schlacht bei Aspern darzustellen.